# 孫崎馨
孫崎 馨（まごさき かおる、1973年〈昭和48年〉1月15日 - ）は、石川県出身の日本の外交官。
国際連合日本政府代表部公使などを経て、2023年9月から在英国公使兼総領事を務める。

## 略歴
- 1995年3月　東京大学経済学部経済学科卒業
- 1995年4月　外務省入省
- 2010年8月　在パキスタン日本国大使館 一等書記官
- 2012年1月　在パキスタン日本国大使館 参事官
- 2012年9月　経済局政策課 首席事務官
- 2014年8月　領事局政策課ハーグ条約室長
- 2016年7月　在エジプト日本国大使館 参事官
- 2018年1月　北米局北米第二課長
- 2018年8月　国際協力局気候変動課長
- 2020年8月　国際連合日本政府代表部 参事官
- 2022年1月　国際連合日本政府代表部 公使
- 2023年9月　在英国日本国大使館 公使 兼 総領事

## 家族
外交官の孫崎享は父。

## 同期
- 松林健一郎（22年大臣官房審議官）